# Pesa Mazovia
Pesa Mazovia (typ 13WE, seria EN95) – normalnotorowy czteroczłonowy elektryczny zespół trakcyjny wyprodukowany w 2004 przez zakłady Pesa z Bydgoszczy w jednym egzemplarzu dla Warszawskiej Kolei Dojazdowej. Jest to pierwszy pojazd tego rodzaju wybudowany przez tego producenta. W 2019 roku zakończono jego eksploatację.
Skład żargonowo nazywany jest perłą, gruszką bądź lalunią.

## Historia

### Geneza
Po II wojnie światowej w Polsce elektryczne zespoły trakcyjne (EZT) produkowane były aż do 1997 tylko przez Pafawag z Wrocławia. Był on producentem m.in. najpopularniejszego w Polsce EZT serii EN57. Zakład po prywatyzacji w latach 90. zaprzestał produkcji pojazdów tego rodzaju, a ostatnim wyprodukowanym zespołem był ED73 z 1997. Polskie Koleje Państwowe zakończyły wówczas zamówienia na nowy tabor, w tym na EZT.
Od końca lat 80. PKP, a od początku XXI w. również samorządy, kupowały głównie wagony spalinowe i spalinowe zespoły trakcyjne, gdyż w obsłudze linii niezelektryfikowanych dominowały paliwożerne lokomotywy. Pozwoliło to polskim producentom oraz przewoźnikom na zebranie doświadczenia w produkcji i eksploatacji lekkiego taboru. Dodatkowo modernizowano posiadane przez polskich przewoźników zespoły trakcyjne serii EN57.
Na początku XXI w. na polskich torach zaczęły pojawiać się elektryczne zespoły trakcyjne nowych producentów, takich jak Pesa Bydgoszcz, Newag i Stadler. Pesa, po głębokiej restrukturyzacji przeprowadzonej w latach 1998–2000, rozpoczęła w styczniu 2001, wówczas jeszcze pod nazwą Zakłady Naprawcze Taboru Kolejowego w Bydgoszczy, produkcję autobusu szynowego. Bazując na doświadczeniach z budowy pojazdów tego rodzaju oraz remontów EZT, zakłady te podjęły się próby zbudowania pierwszego EZT własnej konstrukcji.

### Przetarg i realizacja zamówienia
Na początku XXI w. PKP Warszawska Kolej Dojazdowa eksploatowała 35 zespołów serii EN94. Wówczas ten ponad 30-letni tabor nie był wystarczająco komfortowy i nie odpowiadał potrzebom przewozowym, w związku z czym 25 kwietnia 2003 samorząd województwa mazowieckiego ogłosił przetarg nieograniczony na dostawę jednego EZT dla tego przewoźnika. Dokumentację przetargową pobrało 10 producentów taboru, a ostatecznie do 5 czerwca swoje oferty w postępowaniu złożyła Pesa i ZNTK Poznań. Za korzystniejszą uznana została propozycja Pesy i 25 czerwca podpisana została umowa warta 10,4 mln zł.
W latach 2003–2004 kompleksowy projekt wzorniczy pojazdu wraz z dokumentacją wykonawczą został opracowany przez zespół pracowni Marad Design, który do współpracy przy projekcie wyglądu składu zaprosił Studio 1:1. Głównymi projektantami byli: Marek Adamczewski, Magdalena Berlińska i Jarosław Szymański, z którymi współpracowali: Jakub Gołębiewski, Mariusz Gorczyński, Agnieszka John, Tomasz Kozioróg, Emilia Lebiedź i Jacek Poćwiardowski. Opracowując wygląd składu inspirowano się zespołami trakcyjnymi produkowanymi do 1990. Powstały trzy propozycje czoła pojazdu, z których wybrana została jedna i przed rozpoczęciem produkcji właściwego pociągu, w pracowni wzorniczej gdańskiej ASP wykonano makietę docelowej ściany czołowej w skali 1:1.
28 czerwca 2004 został ukończony prototypowy pojazd typu 13WE i dwa dni później został on dostarczony do Warszawy. Po próbach układu jezdnego skład trafił do Grodziska Mazowieckiego na właściwe testy. Od 1 lipca do 25 sierpnia przeprowadzono jazdy próbne zespołu na trasie WKD, a 26 sierpnia Urząd Transportu Kolejowego wydał dla niego terminowe świadectwo dopuszczenia do eksploatacji. Następnego dnia miał miejsce przejazd jednostki dla dziennikarzy, natomiast 29 sierpnia w Grodzisku pociąg oznaczony jako EN95-01 został uroczyście przekazany do użytku. Był to wówczas pierwszy jednoprzestrzenny skład WKD.

### Zakończenie produkcji i pojazdy pokrewne

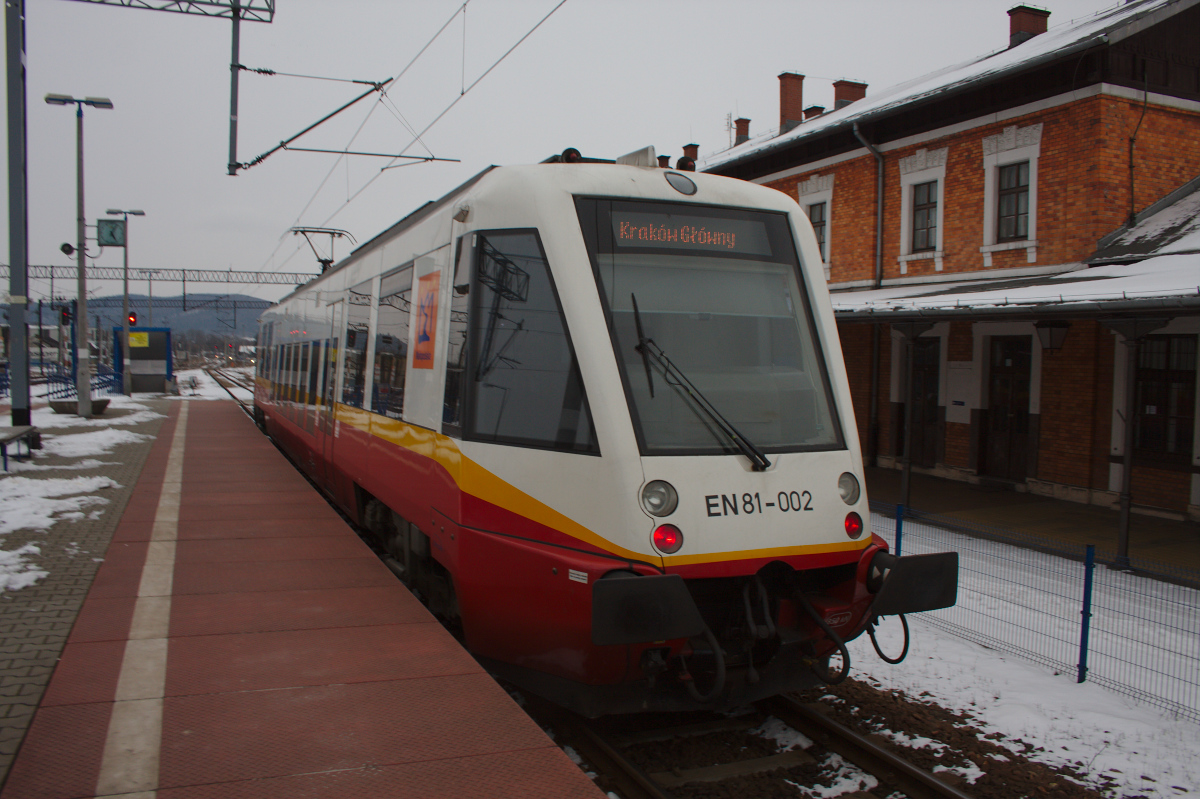
Wagon typu 308B

Latem 2004, podczas testów EN95-01, istniały plany budowy kolejnych 9 egzemplarzy tej serii, gdyby jednostka prototypowa okazała się udaną konstrukcją. Zespoły te chciano zakupić do 2006 w celu zastąpienia pojazdów serii EN94. Po 2005 plany taborowe WKD ulegały zmianom i ostatecznie 27 maja 2009 ogłoszono przetarg na 14 składów o podobnych parametrach z tą różnicą, że wymagana była mniejsza liczba miejsc siedzących oraz dwusystemowość nowych jednostek w związku z planami zmiany napięcia na sieci WKD. 9 października przetarg ten został unieważniony ze względu na przekroczenie budżetu i 5 listopada ogłoszono kolejny. Ponownie chciano zamówić 14 jednostek, ale tym razem zrezygnowano z ich jednoprzestrzenności. Konkurs ponownie wygrała Pesa, proponując już całkowicie nowe składy typu 33WE. 26 marca 2010 podpisano umowę ich zakupu.
Producent twierdził, że możliwe jest zbudowanie Mazovii dostosowanej do każdego napięcia zasilania, ale nie zostało złożone żadne inne zamówienie na taki pojazd i ostatecznie wyprodukowano tylko jeden egzemplarz dla WKD.
W 2005 Pesa, bazując na doświadczeniu zdobytym przy budowie zespołu typu 13WE oraz rozwiązaniach w nim zastosowanych, zbudowała pierwszy polski elektryczny wagon silnikowy typu 308B. Nowy pojazd otrzymał ściany czołowe i kabiny maszynisty identyczne jak w zespole 13WE, a ponadto tak samo rozwiązano jego środkową część z obniżoną podłogą między wózkami.

## Konstrukcja

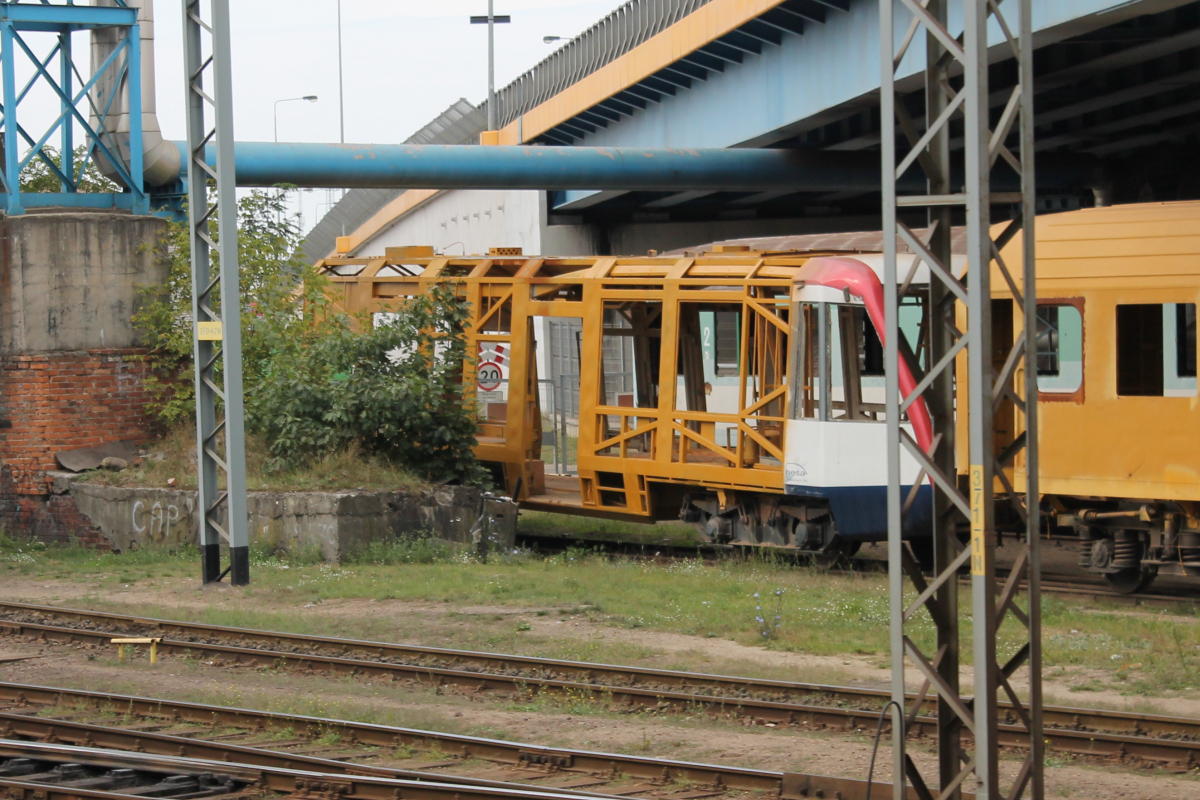
Nadwozie pojazdu podczas naprawy (2014)

### Nadwozie
Mazovia to czteroczłonowy, jednoprzestrzenny, częściowo niskopodłogowy elektryczny zespół trakcyjny przeznaczony do obsługi aglomeracyjnych przewozów pasażerskich. Jego nadwozie stanowi spawana rama stalowa i klejone panele aluminiowe. Całość konstrukcji o kategorii wytrzymałości P III jest wyposażona w strefy kontrolowanego zgniotu.
Każdy z członów pojazdu ma dwie pary dwuskrzydłowych odskokowo-przesuwnych drzwi wejściowych o prześwicie 1300 mm na stronę pojazdu, które mogą być otwierane centralnie bądź indywidualnie za pomocą przycisków. Okna wykonano ze szkła przeciwsłonecznego i wszystkie z nich prócz tych znajdujących się przy drzwiach wejściowych mają górną część uchylną.
Pojazd jest wyposażony w sprzęgi Scharfenberga marki Voith o osi sprzęgania na wysokości 930 mm ponad główką szyny. Nie ma możliwości jazdy w trakcji wielokrotnej, a jedynie holowania w trybie awaryjnym.

### Wnętrze

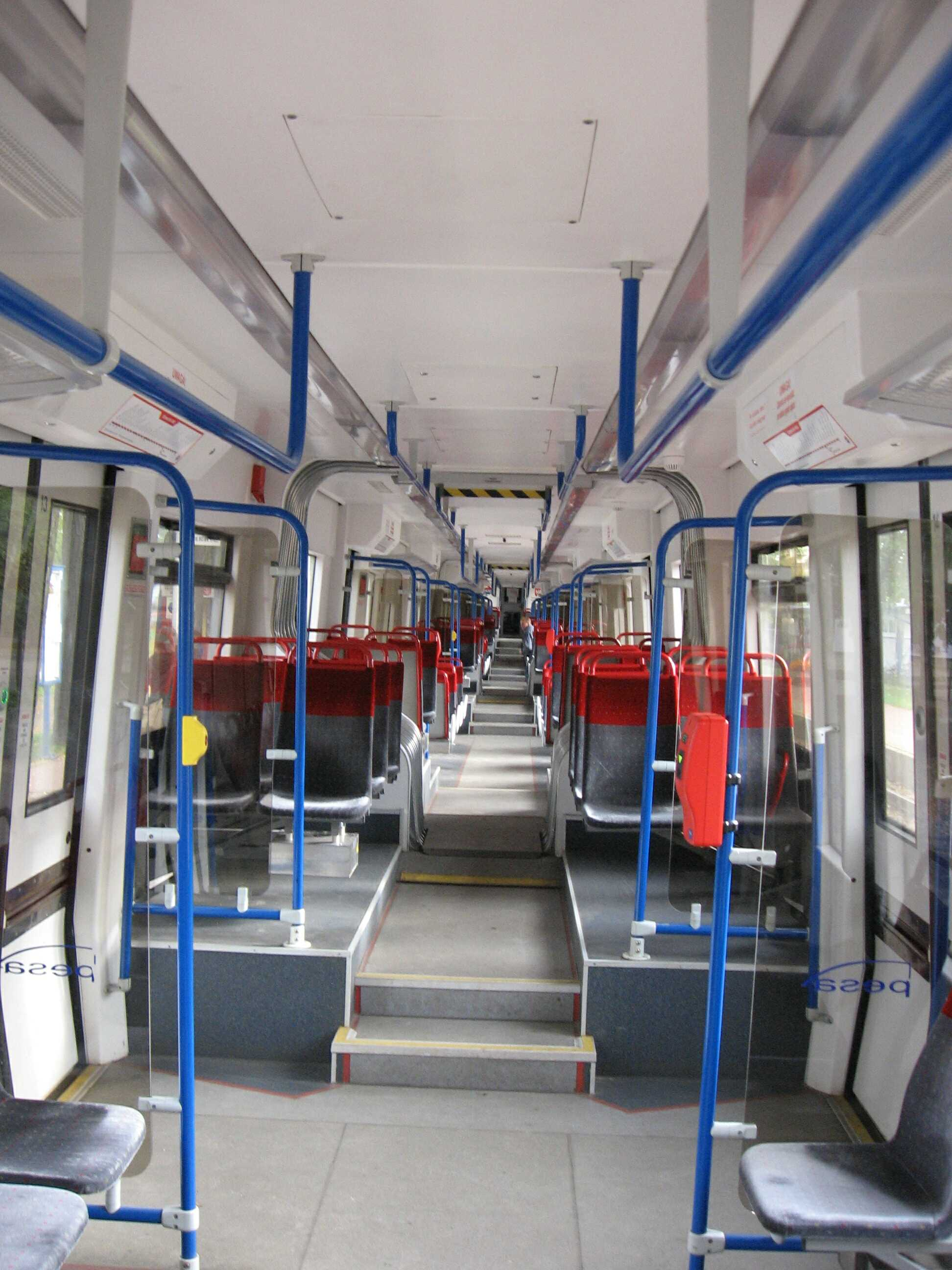
Wnętrze EN95

W jednostce podłoga umieszczona jest na trzech wysokościach – 600 mm w części niskopodłogowej z drzwiami wejściowymi, 920 mm w części podwyższonej nad wózkami wspólnymi dla sąsiednich członów i 1290 mm w części wysokopodłogowej nad wózkami skrajnymi. Z części niskopodłogowej do średniopodłogowej prowadzą dwa schodki, a do części wysokopodłogowej trzy.
W przestrzeni pasażerskiej zespołu zastosowano grupowy układ 2+2 tapicerowanych foteli z wyjątkiem środkowych części członów skrajnych, gdzie siedzenia umieszczono wzdłuż okien. W części niskopodłogowej pierwszego członu znajdują się dwa uchwyty na rower, natomiast w części niskopodłogowej ostatniego członu znajduje się przestrzeń na większy bagaż oraz jedno miejsce dla osoby niepełnosprawnej, obok którego zamontowano rampy wjazdowe. Wnętrze pojazdu jest wyposażone w monitoring, ogrzewanie nawiewne i nagrzewnicowe elektryczne, system informacji pasażerskiej wizualnej i dźwiękowej oraz kasowniki. Na początku 2007 zostało ono ponadto doposażone w klimatyzację, a w ramach modernizacji wykonanej w latach 2014–2015 zainstalowano Wi-Fi. Pojazd nie ma toalet.
Kabiny maszynisty znajdują się na obydwu końcach jednostki i wchodzi się do nich z części pasażerskiej. W każdej z nich zainstalowano klimatyzację, system rejestracji prędkości i zdarzeń z archiwizacją cyfrową, system diagnozowania i sterowania oraz system lokalizacji GPS umożliwiający przekazanie aktualnej pozycji składu do centrum sterowania ruchem.

### Wózki
Pojazd jest oparty na 5 dwuosiowych wózkach produkcji Pesy. Dwa skrajne to wózki napędne typu 21MN, zaś trzy środkowe to toczne wózki Jakobsa typu 34AN. Baza każdego z wózków wynosi 2500 mm, a rozstaw czopów skrętu 13 000 mm.
Ramy wózków w kształcie litery H są konstrukcjami spawanymi. Każda z nich składa się z dwóch ostojnic połączonych poprzecznicą. Ostojnice są spawane w zamknięty przekrój skrzynkowy i na obydwu końcach mają widłowe gniazda do osadzenia daszkowych sprężyn gumowo-metalowych, które stanowią usprężynowanie I stopnia. Usprężynowaniem II stopnia są natomiast na każdym wózku dwie poduszki pneumatyczne typu SEK 680-13 oraz amortyzatory hydrauliczne. Amortyzatory umieszczone między ramą wózka a nadwoziem wagonu po każdej ze stron wózka tłumią drgania pionowe, natomiast dwa amortyzatory zlokalizowane pomiędzy poprzecznicą wózka a nadwoziem wagonu tłumią drgania poprzeczne.
Każdy z wózków wyposażony jest w dwa zestawy kołowe z kołami bezobręczowymi o zarysie zewnętrznym koła 28 UIC-135. Średnica okręgu tocznego kół napędnych wynosi 840 mm, a tocznych 720 mm. Na tarczach kół zamontowano pierścieniowe tarcze hamulcowe.

### Napęd i automatyka
Skład pierwotnie przystosowany był do zasilania napięciem 600 V DC, a w ramach modernizacji wykonanej w latach 2014–2015 jednostka została dostosowana do zasilania również napięciem 3000 V DC.
Układ napędowy pojazdu składa się z 4 trójfazowych silników asynchronicznych typu DKLBZ0910-04 produkcji VEM Sachsenwerk o mocy 280 kW każdy. Moment obrotowy z każdego z silników przenoszony jest na oś jednego napędnego zestawu kołowego przez dwustopniową przekładnię osiową typu SZH 495 produkcji Voitha z wykorzystaniem wału drążonego z przegubem klinowym, którego zadaniem jest także równoważenie przemieszczeń między zespołem napędowym a półosią napędną.
Każdy silnik zasilany jest przez falownik typu FT-300-600 produkcji Medcomu. Każdy z falowników wraz ze swoim silnikiem, układem łagodnego włączania SS600-600, sterownikiem napędu zasilanego napięciem 24 V i rezystorem hamowania RH300-600 tworzy układ napędu trakcyjnego typu ANT300-600.
W pojeździe zastosowano odbieraki prądu typu DSA 200-PKP wyprodukowane przez Stemmann. Na dachu członów skrajnych umieszczono falowniki, przetwornicę pomocniczą i wentylatory silników trakcyjnych, zaś na dachu członów środkowych znajdują się rezystory hamowania. 
Pojazd wyposażony jest w urządzenia automatyki bezpieczeństwa ruchu: czuwak aktywny oraz radiotelefon, jednak brak w nim systemu SHP, gdyż nie jest on stosowany na liniach WKD.

## Eksploatacja
| Państwo | Przewoźnik | Liczba sztuk | Oznaczenie | Okres eksploatacji               |
| ------- | ---------- | ------------ | ---------- | -------------------------------- |
| Polska  | WKD        | 1            | EN95-01    | 1 września 2004 – 8 czerwca 2019 |

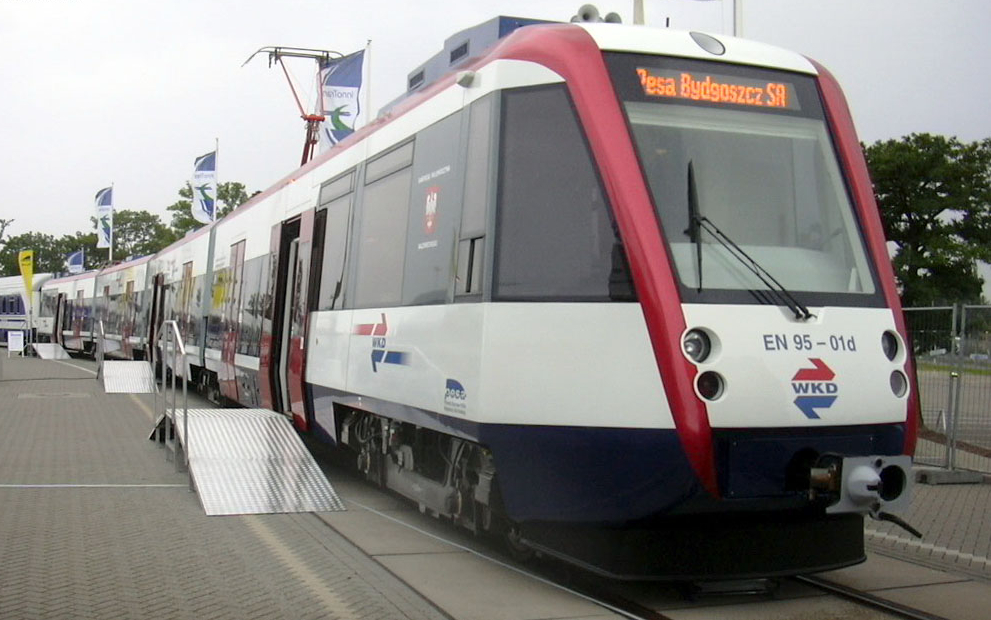
EN95-01 na InnoTrans (2004)

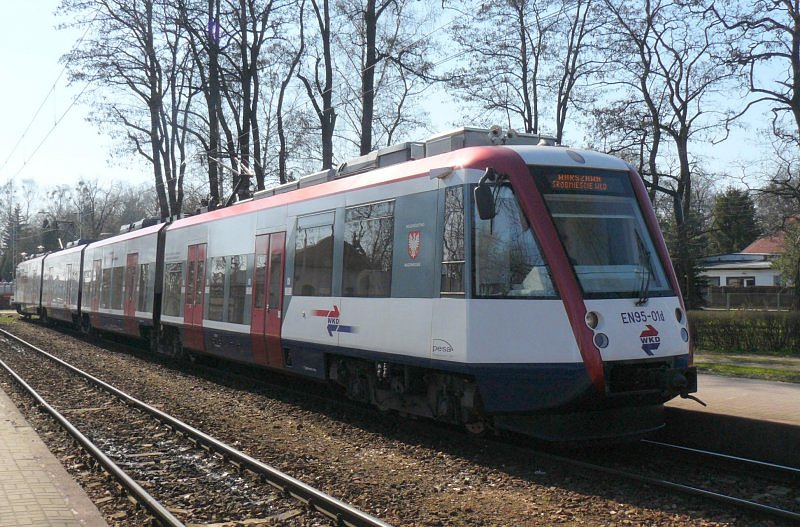
Skład na stacji Grodzisk Mazowiecki Radońska (2013)

1 września 2004 rozpoczęto eksploatację jednostki EN95-01, która obsługiwała jeden z 10 obiegów uruchamianych wówczas przez Warszawską Kolej Dojazdową. Od 20 do 24 września zespół był wypożyczony od przewoźnika przez producenta w celu jego prezentacji na targach InnoTrans w Berlinie. W początkowym okresie użytkowania pojazd ulegał różnym awariom. Psuły się m.in. pantografy i sprężarki, a także dochodziło do przepaleń przewodów, przez co skład rzadziej pojawiał się na trasie. Usterki były wówczas naprawiane przez producenta w ramach gwarancji.
Jesienią 2006 skład został wyłączony z ruchu na kilka miesięcy po zderzeniu z ciężarówką. W lutym i kwietniu 2007 zespół został bezterminowo dopuszczony do eksploatacji. 20 listopada skład przekazano na własność spółce PKP Warszawska Kolej Dojazdowa w zamian za objęcie przez województwo mazowieckie udziałów w spółce PKP WKD o wartości równej wartości pociągu wynoszącej niespełna 9,4 mln zł. 4 grudnia z okazji 80. rocznicy uruchomienia linii WKD w składzie EN95-01 jadącym z Grodziska do Warszawy zorganizowano konferencję prasową poświęconą historii i przyszłości przedsiębiorstwa.
W styczniu 2014 WKD ogłosiła przetarg na naprawę okresową składu z modernizacją, której głównym celem było dostosowanie jednostki do napięcia zasilania 3000 i 600 V DC. Dodatkowo w zakresie modyfikacji znalazła się zabudowa kamer szlakowych, zmiana zasilania grzejników, przyciemnienie okien bocznych i uszczelnienie dachu. Na początku marca w postępowaniu wybrana została oferta Pesy i 27 marca przewoźnik udzielił producentowi pociągu zamówienia na wykonanie jego naprawy wartej ponad 5,5 mln zł. Wówczas jej termin określono na 27 września 2014, a w kwietniu pociąg trafił do Pesy. Naprawa nie została jednak wykonana na czas, gdyż producent podczas modyfikacji napotkał problemy z doborem nowych urządzeń elektrycznych na napięcie 3000 V DC oraz z dotyczącymi ich kwestiami bezpieczeństwa, wytrzymałości konstrukcji i skrajni pojazdu. W grudniu Pesa zapewniała, że skład wróci na szlak w marcu 2015, zaś w lutym 2015 zapowiedziano jego powrót na maj. W maju termin został ponownie przeniesiony na czerwiec i lipiec, a w lipcu na sierpień. We wrześniu ustalono, iż zakończenie modernizacji będzie mieć miejsce nie wcześniej niż w październiku, a pod koniec października ustalony został harmonogram, według którego skład EN95 miał zostać przekazany do eksploatacji 6 grudnia. Ostatecznie 11 grudnia jednostka została dostarczona do Grodziska Mazowieckiego, po czym przystąpiono do jej odbiorów. Miały one potrwać kilka dni, ale, podobnie jak modernizacja, przedłużyły się.
15 kwietnia 2016 skład został odebrany po naprawie rozpoczętej w marcu 2014, a następnego dnia powrócił na trasę. Pierwszym pociągiem, jaki poprowadził, był pociąg odjeżdżający o godz. 8:35 z Grodziska do Warszawy. Po pięciu godzinach kursów z pasażerami jednostka, m.in. z powodu awarii systemu informacji pasażerskiej, niedomykających się drzwi i niedziałających kasowników, została ponownie odstawiona. Usterki zostały usunięte w przeciągu 10 dni i 26 kwietnia skład powrócił na trasę. Obsługiwał ruch pasażerski przez około miesiąc, po czym trafił do naprawy gwarancyjnej ze względu na usterki dotyczące przebudowy na napięcie 3000 V DC. Po 28 maja, kiedy to na sieci WKD nastąpiła zmiana napięcia zasilania, zespół realizował tylko przejazdy techniczne i serwisowe. 8 lutego 2017 skład po naprawie gwarancyjnej powrócił do rozkładowych kursów i kursował do 8 czerwca 2019, kiedy to został odstawiony ze względu na wystąpienie usterek. W marcu 2020 jednostce dodatkowo zakończyło świadectwo dopuszczenia do ruchu.